# Wehe, wenn Schwarzenbeck kommt
Wehe, wenn Schwarzenbeck kommt ist eine deutsche Filmkomödie von May Spils aus dem Jahr 1979.

## Handlung
Der Flohzirkusbesitzer Charly rettet den Schrotthändler Schwarzenbeck vorm Selbstmord auf Gleisschienen. Dieser hatte zuvor den Steuerbeamten Müller gezwungen, ihn auf den Schienen festzubinden, um so nachdrücklich gegen die hohen Steuersätze zu protestieren. Müller ist noch in der Nähe, als Charly Schwarzenbeck erklärt, selbst noch nie Steuern gezahlt zu haben. Daher wird Charly kurz darauf der Flohzirkus gepfändet. Schwarzenbeck nimmt sich nun seiner an, braucht er doch Verbündete in seinem Kampf gegen das Finanzamt.
In einem Supermarkt lernt Charly die junge Charlotte kennen, die er beim Diebstahl einer Dose Baumwachs deckt. Charlotte pflegt damit ein Bäumchen im Hinterhof ihres Hauses, das nach dem Willen des Hausbesitzers jedoch einem Parkplatz weichen soll. Den durch Charlottes Widerstand entstandenen Ausfall von 50 Mark pro Monat will der Hausbesitzer gezahlt haben; er droht damit, sonst den Baum zu fällen. 400 Mark sind über die Monate zusammengekommen und die erste Rate über 100 Mark muss umgehend bezahlt werden. Charly gewinnt mit viel Glück beim Boxen auf dem Rummel 200 Mark, was die Baumfällung zunächst abwendet.
Schwarzenbeck bietet Charly einen Vertrag über Kost und Logis an, muss jedoch kurz darauf mal wieder der Steuerfahndung unter der Leitung von Steuerfahnder Schmäkel entwischen. Mit Charly geht er kurz darauf in ein Bordell, aus dem beide als Frauen verkleidet fliehen, weil sie nicht zahlen können. Verkleidet landen sie in einer Bar, in der sich auch der stark alkoholisierte Schmäkel aufhält, den sie kurzerhand in Schwarzenbecks Haus entführen. Dort trifft am nächsten Morgen auch Charlotte ein. Mit Schmäkel fahren alle drei ins Grüne und Schwarzenbeck versucht, vom Finanzamt 100.000 Mark für die Freilassung von Schmäkel zu erpressen. Im Amt ist man sich jedoch einig, dass Schmäkel nicht so viel wert sei. Charly und Charlotte lassen Schmäkel schließlich laufen und nutzen die Zeit im Kornfeld für ein näheres Kennenlernen.
Schwarzenbeck plant nun einen Einbruch ins Finanzamt und die Zerstörung seiner Steuerakte. Zu diesem Zweck heuert er neben Charly auch einige Zirkusdarsteller an. Im Amt sucht Schwarzenbeck vergeblich nach seiner Akte; als er sie nicht finden kann, veranlasst er mehrere Explosionen. Ein Zirkusdarsteller verfängt sich unterdessen mit seinen Haaren im Großcomputer, was die Berechnungsprozesse durcheinanderbringt. Am nächsten Tag stellt der Postbote in München dann zahlreiche Steuerrückerstattungsbelege zu, von denen auch Charly und Charlotte, die inzwischen ein Paar geworden sind, profitieren.

## Produktion
Wehe, wenn Schwarzenbeck kommt wurde vom 1. bis 7. Oktober 1977 und vom 23. Januar bis 13. September 1978 in München und Umgebung gedreht. Bei großen Unterbrechungen kam man auf insgesamt 35 Drehtage. Die Fertigstellung des Films erfolgte am 6. Oktober 1978. Am 20. November 1978 passierte Wehe, wenn Schwarzenbeck kommt die FSK, die den Film ab 12 Jahren freigab.
Die Kostüme schuf May Spils, die Dekoration stammte von Günter Christ und Rainer Kopec. Der Fußballer Georg Schwarzenbeck ist in einem Gastauftritt am Ende des Films als Postbote zu sehen. Im Film gibt es weitere Anspielungen auf Schwarzenbeck; so stört Charly fußballspielende Jugendliche, indem er den Ball an sich nimmt, wobei er ausruft „Hier Katsche, komm her!“. „Katsche“ ist der Spitzname Schwarzenbecks. Werner Enke verkörpert in dem Film den „Herumhänger Charly“, eine Figur, die er bereits in Filmen wie Nicht fummeln, Liebling und Hau drauf, Kleiner verkörpert hatte und 1983 in Mit mir nicht, du Knallkopp erneut aufnahm. Es war der vorletzte von fünf Spielfilmen, bei denen Enke zudem am Drehbuch beteiligt war. Regie führte Enkes Freundin May Spils.
Wehe, wenn Schwarzenbeck kommt hatte am 18. Januar 1979 im Mainzer Prinzess Premiere. Am 29. November 1994 lief der Film in der ARD erstmals im Fernsehen.

## Kritik
„Trotz mancher Längen und Unzulänglichkeiten haben Werner Enke und May Spils etwas Seltenes zuwege gebracht: einen deutschen Film, in dem man richtig lachen kann“, befand Der Spiegel. Für den film-dienst war Wehe, wenn Schwarzenbeck kommt ein „nur in Ansätzen gelungenes Lustspiel. Die dünnblütige Story ist lediglich der Rahmen für eher dürftige Gags und Sprüche von Werner Enke.“